# امیرحسین فداکار
امیرحسین فداکار (زاده ۲۵ تیر ۱۳۷۸) کاراته کای اهل ایران است. او دارنده مدال طلا تیمی قهرمانی کاراته آسیا- ۲۰۲۳ مالزی است.

## زندگی‌نامه

### تولد
امیرحسین فداکار در ۲۵ تیر ۱۳۷۸ در تهران به دنیا آمد. وی کاراته را از سن ۶ سالگی نزد حسین فیضی و موسی گنج زاده در تهران شروع کرد.
طی سال‌های فعالیت چندین بار عنوان قهرمانی مسابقات کشور و سوپر لیگ را به ارمغان آورد و به عضویت تیم ملی کاراته ایران درآمد.

### تحصیلات
وی فارغ‌التحصیل کارشناسی پرستاری از دانشگاه علوم پزشکی آزاد اسلامی تهران است.

### عناوین
- - قهرمانی کاراته آسیا- ۲۰۲۳ مالزی
- - مسابقات قهرمانی کشور - بزرگسالان ۱۴۰۰
- - مسابقات قهرمانی کشور - بزرگسالان ۱۴۰۱
- - مسابقات قهرمانی دانشجویان کشور ۱۴۰۱
- - سوپر لیگ کاراته کشور ۱۴۰۲
- - لیگ برتر کاراته کشور ۱۳۹۷
- - مسابقات قهرمانی کشور - رده سنی امید ۱۳۹۷